# Kwas glukonowy
Kwas glukonowy – organiczny związek chemiczny, pochodna glukozy, powstała przez utlenienie jej grupy aldehydowej. W lecznictwie jest wykorzystywany do leczenia alergii, a jego sole do uzupełniania niedoboru niektórych pierwiastków: wapnia, żelaza, cynku, potasu i sodu.